# Liste der Stolpersteine im Komitat Csongrád-Csanád

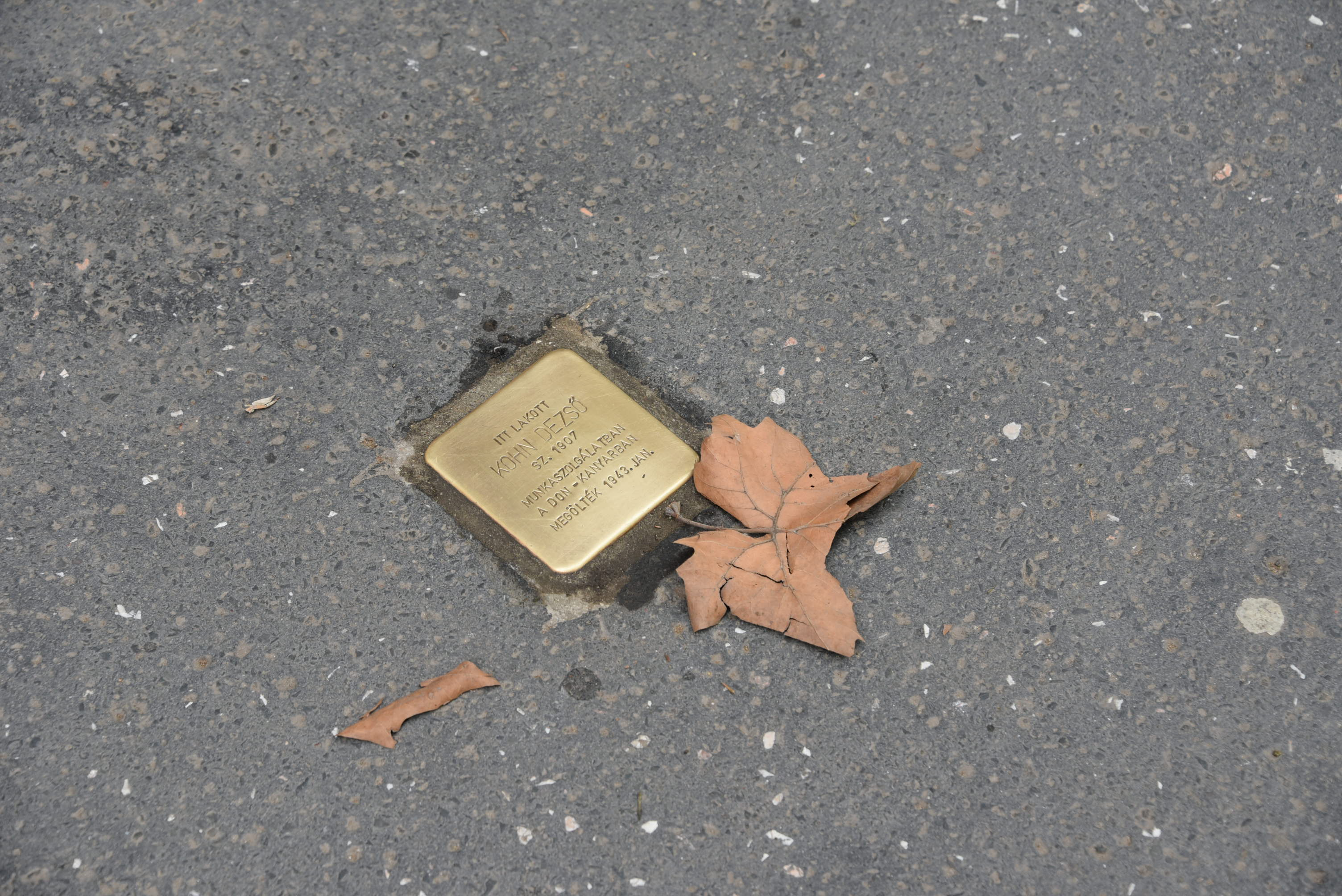
Stolperstein für Desző Kohn in Szeged

Die Liste der Stolpersteine im Komitat Csongrád-Csanád enthält die Stolpersteine, die im Komitat Csongrád-Csanád im Südosten Ungarns verlegt wurden. Stolpersteine erinnern an das Schicksal der Menschen, welche von den Nationalsozialisten ermordet, deportiert, vertrieben oder in den Suizid getrieben wurden. Die Stolpersteine wurden von Gunter Demnig verlegt und liegen im Regelfall vor dem letzten selbstgewählten Wohnsitz des Opfers. Stolpersteine heißen auf Ungarisch Botlatókő. Die ersten Verlegungen in diesem Komitat fanden am 20. Juni 2007 in Makó und Szeged statt.
Die ungarische Namensschreibung setzt den Familiennamen stets an die erste Stelle. Zudem besteht die Tradition, dass die Frauen mit Vor- und Zuname ihres Ehemannes bezeichnet werden – mit der zusätzlichen Endung -né nach dem Vornamen. Die Frau von Bónis Adolf ist also Bónis Adolfné. Auf den Stolpersteinen ist zumeist der Geburtsname der Frau in der Zeile darunter eingraviert.

## Verlegte Stolpersteine

### Kistelek
In Kistelek wurde ein Stolperstein verlegt.
| Stolperstein | Übersetzung                                                                                 | Verlegeort | Name, Leben   |
| ------------ | ------------------------------------------------------------------------------------------- | ---------- | ------------- |
|              | HIER WOHNTE LÁSZLÓ POPPER JG. 1907 als Zwangsarbeiter in einem Zwangsmarsch 1944 umgebracht | Fő tér 2   | László Popper |

### Makó
In Makó wurden sieben Stolpersteine an drei Adressen verlegt.
| Stolperstein | Übersetzung                                                                           | Verlegeort        | Name, Leben     |
| ------------ | ------------------------------------------------------------------------------------- | ----------------- | --------------- |
|              | HIER WOHNTE GIZELLA DOMÁN JG. 1881 16. JUNI 1944 DEPORTIERT NACH AUSCHWITZ ERMORDET   | Széchenyi tér 8 · | Gizella Domán   |
|              | HIER WOHNTE DR. ARMIN FRIED JG. 1867 1944 DEPORTIERT TOT ERKLÄRT                      | Széchenyi tér 8 · | Dr. Armin Fried |
|              | HIER WOHNTE VILMOS MONTÁG JG. 1885 1944 INTERNIERT IN AUSCHWITZ ERMORDET              | Eötvös utca 28 ·  | Vilmos Montág   |
|              | HIER WOHNTE ADOLF TELTSCH JG. 1867 1944 DEPORTIERT NACH AUSCHWITZ ERMORDET            | Széchenyi tér 8 · | Adolf Teltsch   |
|              | HIER WOHNTE PÁL TELTSCH JG. 1905 ZWANGSARBEIT NICHT ZURÜCKGEKEHRT                     | Széchenyi tér 8 · | Pál Teltsch     |
|              | HIER WOHNTE PÁL VIDOR JG. 1919 ZWANGSARBEIT 1943 AN DER OSTFRONT ERMORDET             | Széchenyi tér 7 · | Pál Vidor       |
|              | HIER WOHNTE DR. RESZŐ VIDOR JG. 1882 16. JUNI 1944 DEPORTIERT NACH AUSCHWITZ ERMORDET | Széchenyi tér 7 · | Rezső Vidor     |

### Szeged
In Szeged wurden zwanzig Stolpersteine an achtzehn Adressen verlegt.
| Stolperstein | Übersetzung | Verlegeort                 | Name, Leben                       |
| ------------ | --- | -------------------------- | --------------------------------- |
|              | HIER WOHNTE JENŐ BALASSA JG. 1896 ZWANGSARBEIT IN GUNSKIRCHEN VERSTARB AN DEN FOLGEN IM MAI 1945                                       | Vörösmarty utca 5 ·        | Jenő Balassa                      |
|              | HIER WOHNTE DR. SÁMUEL BIRNFELD JG. 1906 25. JUNI 1944 DEPORTIERT NACH FELIXDORF ERMORDET                                              | Tisza Lajos körút 76 ·     | Dr. Sámuel Birnfeld               |
|              | HIER WOHNTE JÁNOS BLOCH JG. 1904 DEPORTIERT UND ERMORDET 1944 IN MAUTHAUSEN                                                            | Kígyó utca 1 ·             | János Bloch                       |
|              | HIER WOHNTE LÁSZLÓ BLOCH JG. 1915 DEPORTIERT 1944 ERMORDET 1945 IN DACHAU                                                              | Kígyó utca 1 ·             | László Bloch                      |
|              | HIER WOHNTE MÓR BLOCH JG. 1866 DEPORTIERT 1944 ERMORDET 8.2.1945 IN GETTSDORF                                                          | Hajnóczy utca 10 ·         | Mór Bloch                         |
|              | HIER WOHNTE IMRÉ BRUNNER JG. 1883 DEPORTIERT 1944 ERMORDET 13.4.1945 GÖSTLING AN DER YBBS                                              | Dáni utca 4/a              | Imré Brunner (1883–1945)          |
|              | HIER WOHNTE FRAU VON IMRÉ BRUNNER JG. 1885 DEPORTIERT 1944 ERMORDET 13.4.1945 GÖSTLING AN DER YBBS                                     | Dáni utca 4/a              | Frau von Imré Brunner (1885–1945) |
|              | HIER WOHNTE KÁROLY DARVAS JG. 1874 DEPORTIERT 1944 NACH AUSCHWITZ ERMORDET                                                             | Bolyai János utca 1 ·      | Károly Darvas                     |
|              | HIER WOHNTE MÁTYÁS DEUTSCH JG. 1890 DEPORTIERT 1944 STARB AN DEN FOLGEN DER HAFT AM 23.5.1945 IN HILLERSLEBEN                          | Attila utca 1 ·            | Mátyás Deutsch                    |
|              | HIER WOHNTE MIHÁLY DÖMÖTÖR JG. 1869 VOR DER DEPORTATION SELBSTMORD AM 27.4.1944                                                        | Gutenberg utca 15–17 ·     | Mihály Dömötör                    |
|              | HIER WOHNTE ISTVÁN ERDÖS JG. 1909 DEPORTIERT 1944 ERMORDET IN AUSCHWITZ                                                                | József Attila sugárút 30 · | István Erdös                      |
|              | HIER WOHNTE JÁNOS FÉHER JG. 1910 ZWANGSARBEIT IN DER UKRAINE GESTORBEN 1943                                                            | Fekete Sas utca 28 ·       | János Fehér                       |
|              | HIER WOHNTE IZIDOR FRANKFURT JG. 1899 ZWANGSARBEIT IN KRENOVAJÁ ERMORDET IM FEBRUAR 1943                                               | Jósika utca 27 ·           | Izidor Frankfurt                  |
|              | HIER WOHNTE DIE FRAU VON JÓZSEF HOLLENDER JG. 1886 28. JUNI 1944 DEPORTIERT NICHT ZURÜCKGEKEHRT                                        | Bolyai János utca 2 ·      | Frau Hollender                    |
|              | HIER WOHNTE DIE FRAU VON JÓZSEF KÁRÁSZ MÁRIA SZIVESSY JG. 1886 DEPORTIERT NACH BERGEN-BELSEN ERMORDET IM JANUAR 1945 IN THERESIENSTADT | Nagy Jenő utca 4 ·         | Mária Kárász geb. Szivessy        |
|              | HIER WOHNTE DEZSŐ KOHN JG. 1907 ZWANGSARBEIT IN DON KANYAR ERMORDET IM JANUAR 1943                                                     | Mérey utca 18 ·            | Dezső Kohn                        |
|              | HIER WOHNTE DIE FRAU VON SAMU KOVÁCS JG. 1874 25. JUNI 1944 DEPORTIERT NACH AUSCHWITZ ERMORDET                                         | Somogyi utca 2 ·           | Frau Kovács                       |
|              | HIER WOHNTE LÁSZLÓ MÜLLER JG. 1889 DEPORTIERT NACH AUSCHWITZ ERMORDET                                                                  | Püspök utca 11/a ·         | László Müller                     |
|              | HIER WOHNTE MÓRIC PICK JG. 1883 DEPORTIERT 1944 ERMORDET 17.2.1945 BERGEN-BELSEN                                                       | Gutenberg utca 12          | Móric Pick                        |
|              | HIER WOHNTE JÓZSEF SEELENFREUND JG. 1905 ZWANGSARBEIT 1943 IN DER UKRAINE ERMORDET                                                     | Szűcs utca 3/b ·           | József Seelenfreund               |

### Szentes
In Szentes wurde ein Stolperstein verlegt.

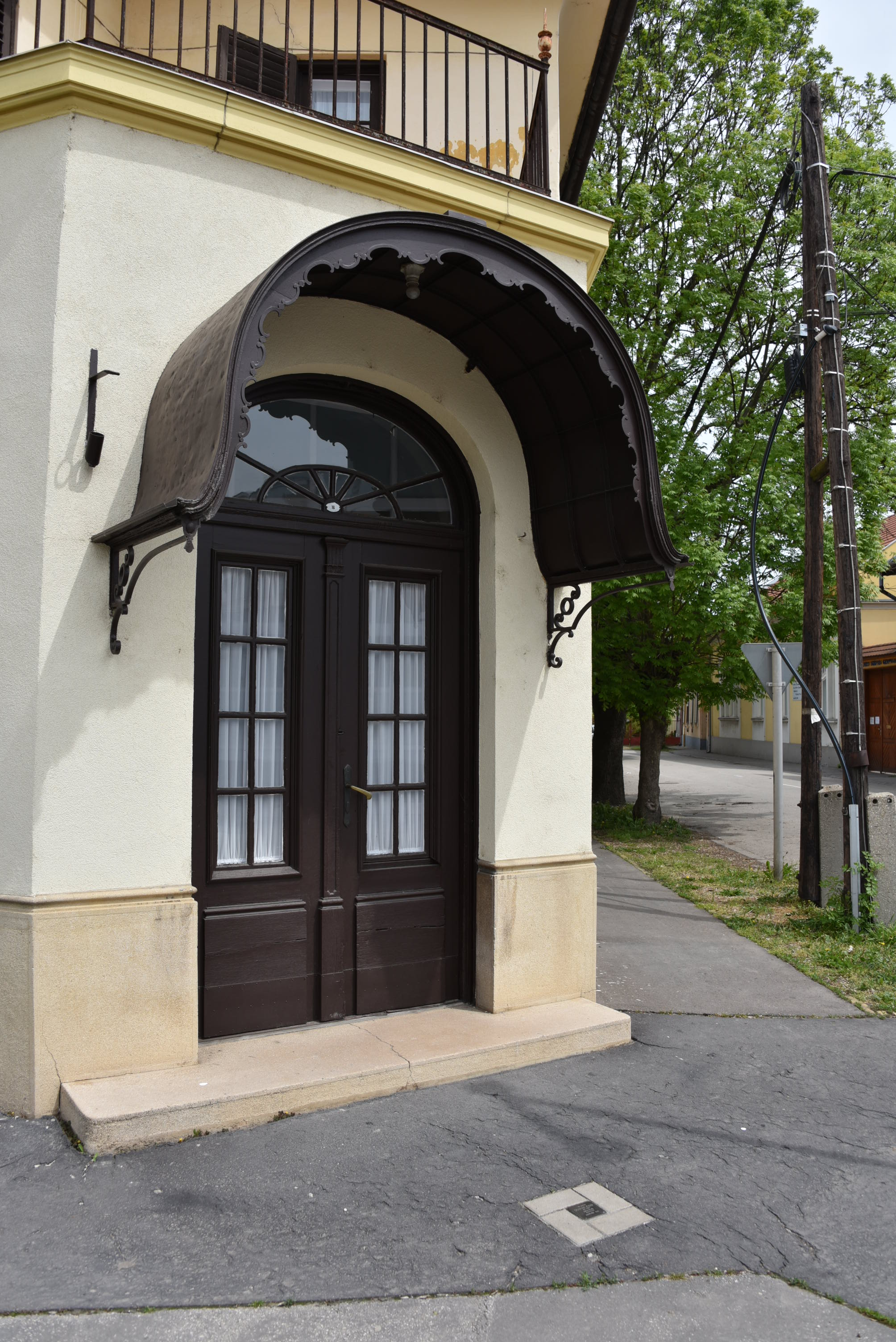
Stolperstein für Dr. József Havas in Szentes

| Stolperstein | Übersetzung                                                                | Verlegeort          | Name, Leben      |
| ------------ | -------------------------------------------------------------------------- | ------------------- | ---------------- |
|              | HIER WOHNTE DR. JÓZSEF HAVAS JG. 1889 DEPORTIERT NACH DACHAU ERMORDET 1945 | Ady Endre utca 17 · | Dr. József Havas |

## Verlegedaten
Die Stolpersteine in diesem Komitat wurden von Gunter Demnig persönlich an folgenden Tagen verlegt:
- 20. Juni 2007: Makó[1], Szeged[2]
- 29. September 2012: Szentes[3]
- 22. Juli 2015: Szeged[4]
- 9. August 2018: Kistelek
- 2. Mai 2019: Szeged (GmV, ohne Gunter Demnig)